# کراتکوتی
کراتکوتی، روستایی است از توابع شهرسلمان شهر شهرستان عباس اباد در استان مازندران ایران.این روستا در بخش سلمانشهر قرار دارد و از شرق و جنوب شرق متصل است به شهر سلمانشهر و یکی از بزرگترین و پرجمعیت‌ترین روستاهای شهرستان می باشد

## جمعیت
این روستا در مجاورت غربی و متصل به شهر سلمانشهر قرار دارد.  و براساس   سرشماری مرکز آمار ایران در سال ۱۳۸۵، جمعیت آن ۵۹۶ نفر (۱۵۸خانوار) بوده‌است. مردم کراکوتی از قومیت طبری هستند مردم کراکوتی به زبان طبری (مازندرانی) سخن می‌گویند.